# Zzyzx

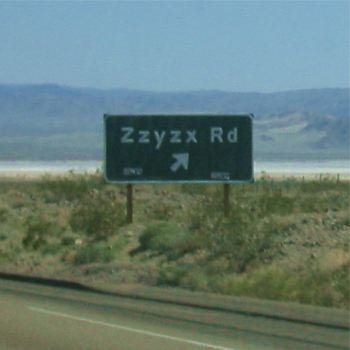
Sinal indicando a Zzyzx Road.

Zzyzx (/ˈzaɪˌzɪks/, pronunciado "zei-zix" em língua inglesa) é um local no Condado de San Bernardino, Califórnia, Estados Unidos da América, célebre por ser o último local do mundo por ordem alfabética (segundo o alfabeto latino). Em Zzyzx há uma fonte de água mineral (Zzyzx Mineral Springs and Health Spa) e está localizado no Desert Studies Center da Universidade do Estado da Califórnia. Perto está o Lago Tunedae, e a reserva indígena no Deserto de Mojave.
É acessível a partir da Interstate-15 pela Zzyzx Road, que tem 7,2 quilômetros de comprimento.